# Acacia viscidula
Acacia viscidula — вид квіткових рослин з родини бобових. Ареал: Австралія (Квінсленд, Новий Південний Уельс).

## Середовище
Зустрічається на високогірних гранітних ґрунтах у низинних лісах з евкаліптом та іншими видами акацій. Гербарні зразки також збирали вздовж берегів струмків або річок, вересових пусток, кам'янистих схилів та на краях пасовищ.

## Біоморфологічна характеристика
Це кущ або невелике дерево заввишки 1–5 метрів. Має прямовисну або розлогу форму з гладкою, сірою або сіро-коричневою корою та від кутастих до сплющених, смолистих та волохатих гілочок із ребристою поверхнею. Тонкі, волохаті або голі вічнозелені філодії мають лінійну форму, яка може бути злегка вигнутою, у довжину від 4 до 8 см і вшир від 1 до 3 мм, і мають від трьох до семи вдавлених, віддалених і смолистих жилок. Цвіте з серпня по жовтень, утворюючи прості суцвіття, які розташовуються поодинці або парами в пазухах листків. Квіткові голови мають кулясту форму, діаметр якої сягає від 4 до 7 мм і містять від 15 до 35 світло- або яскраво-жовтих квіток. Волохаті стручки зазвичай прямі, але можуть бути трохи вигнутими та по черзі підняті над кожним насінням, а іноді трохи звужені між деякими насінинами. Стручки мають довжину від 2 до 7 см та ширину від 2 до 3 мм і містять поздовжньо розташоване насіння.

## Використання
Цей кущ іноді використовується в садівництві Австралії.